# 피터 오닐
피터 찰스 페어 오닐(Peter Charles Paire O'Neill, 1965년 2월 13일 ~ )는 파푸아뉴기니의 정치인이다. 소속 정당은 국민국가회의이다.
남부하일랜즈주 팡기아에서 아일랜드계 오스트레일리아인 아버지와 파푸아뉴기니인 어머니의 아들로 태어났으며 1986년에 파푸아뉴기니 대학교에서 상업학과 학사 과정을 졸업했다. 파푸아뉴기니의 여러 기업에서 기업인으로 근무했고 2002년 파푸아뉴기니 총선에서 이알리부팡기아 선거구 국민국가회의 후보로 출마하여 당선되었다.
2004년부터 2007년까지 야당 대표를 역임했으며 2010년 7월부터 2011년 7월까지 파푸아뉴기니 재무부 장관을 역임했다. 2011년 8월 2일부터 2019년 5월 29일까지 파푸아뉴기니의 제8대 총리를 역임했으나 2011년 12월 14일부터 2012년 8월 3일까지 마이클 소마레 총리와의 정당성을 놓고 헌정위기를 겪기도 했다.